# Stephan Gatz
Stephan Gatz (* 11. April 1955) ist ein deutscher Jurist. Er war von 1999 bis 2020 Richter am Bundesverwaltungsgericht.

## Leben und Wirken
Gatz studierte Rechtswissenschaft an der Westfälischen Wilhelms-Universität Münster. 1982 trat er in den Justizdienst des Landes Niedersachsen ein und war beim Verwaltungsgericht Braunschweig tätig. Im Februar 1985 erfolgte für zehn Monate seine Abordnung an das Rechtsamt des Landkreises Gifhorn. Während dieser Zeit wurde er zum Richter am Verwaltungsgericht ernannt. Von Februar 1989 bis Januar 1991 war Gatz als Wissenschaftlicher Mitarbeiter an das Bundesverwaltungsgericht abgeordnet. 1993 wechselte er in den Justizdienst des Landes Sachsen-Anhalt. Dort erfolgte seine Ernennung zum Richter am Oberverwaltungsgericht Magdeburg.
Im November 1999 wurde Gatz zum Richter am Bundesverwaltungsgericht ernannt. Gatz gehörte zunächst dem zum damaligen Zeitpunkt für die Verfahren aus den Gebieten des Reisekosten-, Umzugskosten- und Trennungsgeldrechts zuständigen 10. Revisionssenat und dem für die überwiegende Zahl der Beamtensachen zuständigen 1. Disziplinarsenat an. Später war er Mitglied des 2. Disziplinarsenats bzw. des 4. Revisionssenats, der u. a. für das Bau- und Bodenrecht, das Recht des Ausbaues von Energieleitungen, das Recht der Anlegung und des Betriebes von Flugplätzen, das Denkmalschutzrecht sowie das Natur- und Landschaftsschutzrecht zuständig ist. Gatz trat am 31. Januar 2020 in den Ruhestand.
Im Mai 2009 promovierte Gatz an der Universität Osnabrück zum Doktor der Rechte. Im Januar 2017 wurde er zum Vorsitzenden Richter des Verwaltungssenats beim Kirchengerichtshof der Evangelischen Kirche in Deutschland berufen.